# Cololejeunea chittagongensis
Cololejeunea chittagongensis ist eine Lebermoos-Art aus der Familie Lejeuneaceae. Die Art ist ein Endemit des westlichen Südostasien und nur von Fundorten in der Division Chittagong in Bangladesch bekannt, wo sie auf der Rinde von Laubbäumen lebt.

## Merkmale
Cololejeunea chittagongensis bildet blassgrüne bis hellgrüne niedergedrückte Rasen auf Baumrinde. Die einzelnen Pflanzen sind klein, die Stängel sind etwa fünf Millimeter lang und haben einen Durchmesser von etwa 50 Mikrometer. Sie tragen 1,2 Millimeter lange oberschlächtige und doppellappige Flankenblätter, die in einem Winkel von 90° zum Stängel stehen und voneinander einen Abstand von 0,5 Millimeter haben. Die ovalen, glatten und randlosen Oberlappen bedecken den Stiel nicht, sie haben eine Länge von 0,5 bis 0,6 Millimeter und eine Breite von 0,4 Millimeter. Die Unterblätter stehen mehr oder weniger parallel zum Stiel, sie sind nur 0,8 Millimeter lang und 0,15 Millimeter breit. Die dünnwandigen marginalen Blattzellen haben eine Größe von 15 bis 20 mal mal 10 bis 15 Mikrometer, die basalen von 30 bis 40 mal 15 bis 20 Mikrometer. Die behaarten Stiele haben vier Zellen, an ihren Spitzen befinden sich farblos durchscheinende, kugelförmige Papillen mit 0,15 Mikrometer Durchmesser.
Die Pflanzen sind diözisch. Das Archegonium hat eine Eizelle und ungleiche zweilappige Hüllblätter von 0,3 Millimeter Länge und 0,15 Millimeter Breite sowie von 0,2 Millimeter Länge und 0,10 Millimeter Breite. Die Perianthien sind obovoid (kopfstehend eiförmig) mit ventralen Falten und abgerundeter Spitze, sie sind 0,6 Millimeter lang und 0,4 Millimeter breit.

## Standortansprüche
Cololejeunea chittagongensis ist nur von der Rinde von Laubbäumen bekannt.

## Verbreitung

Küstenwald mit anthropogenen Beeinträchtigungen im Süden des Distrikts Cox’s Bazar, Division Chittagong

In der Erstbeschreibung wird als locus classicus ein denaturierter Küstenwald im Distrikt Cox’s Bazar (21° 25′ 0″ N, 91° 59′ 0″ O), Division Chittagong angegeben, in dem Cololejeunea chittagongensis am 10. März 1965 in fünf Meter Höhe über dem Meeresspiegel auf Baumrinde gefunden wurde. Die Art ist ein Endemit des westlichen Südostasien (l’Indochine occidentale), dessen westliche Grenze nach traditioneller Auffassung der Ganges bildet.

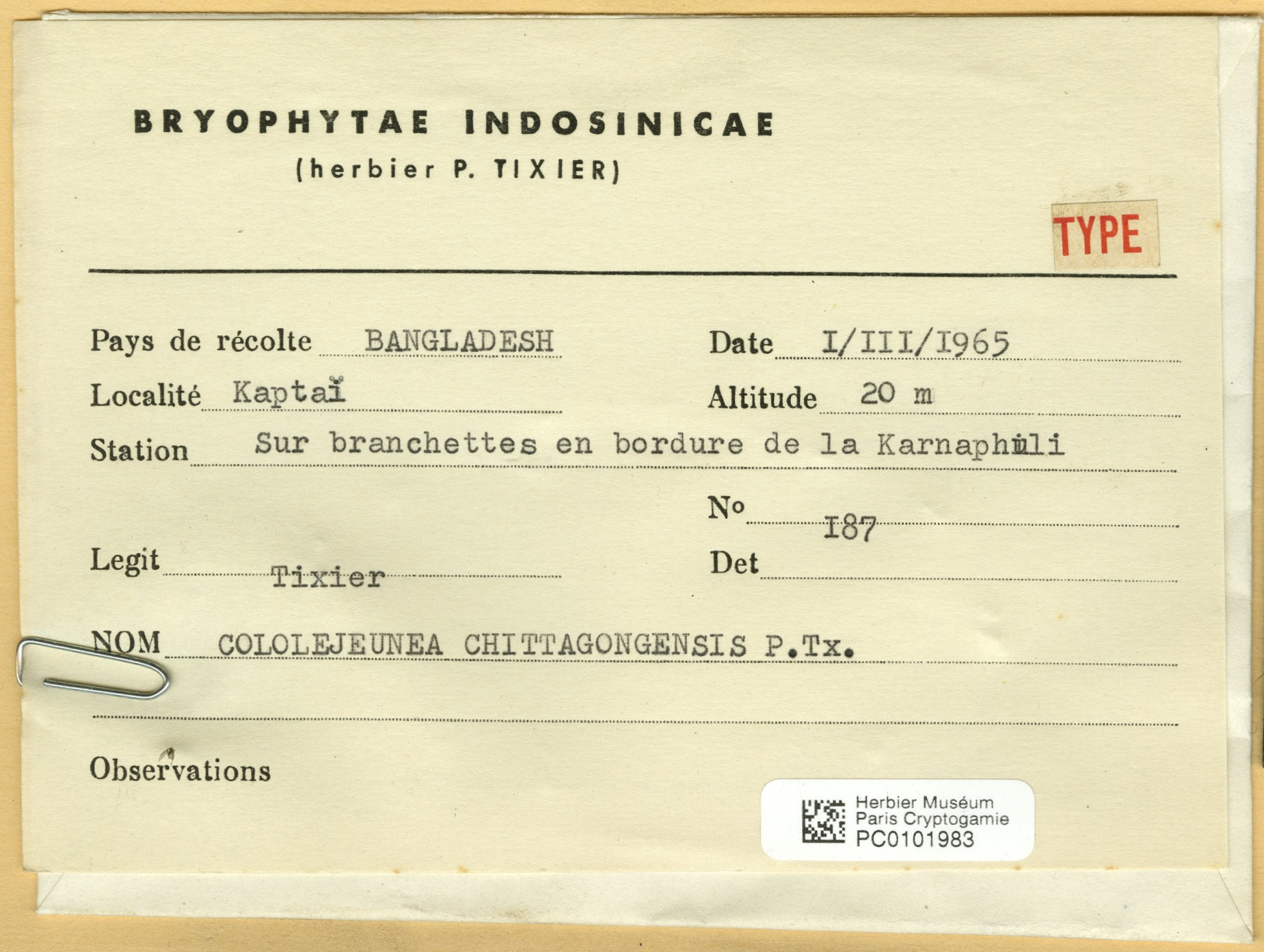
Karteikarte des Holotyp im Muséum national d’histoire naturelle, Paris

Die Karteikarte zum Holotyp enthält abweichende Angaben. Demnach wurde der Holotyp am 1. März 1985 in Kaptai (22° 30′ 0″ N, 92° 13′ 0″ O) auf 20 Meter Höhe über dem Meeresspiegel gesammelt. Kaptai ist eine Upazila im Distrikt Rangamati in der Division Chittagong, sie ist für den Karnaphulistausee (englisch: Kaptai Lake) bekannt. Als genauer Fundort wurde das Ufer des Karnaphuli angegeben, an dem Cololejeunea chittagongensis auf Zweigen gefunden wurde.

## Systematik
Die Familie Lejeuneaceae ist mit mehr als 1000 Arten in mehr als 90 Gattungen die umfangreichste Familie der Lebermoose und der Klasse Jungermanniopsida. In ihr ist Cololejeunea das Schwestertaxon zu Aphanolejeunea und die mit Abstand umfangreichste Gattung. Aufgrund der vielfach nur geringen morphologischen Unterschiede und der großen innerartlichen Variabilitäten ist die Gattung wie die ganze Familie taxonomisch schwierig zu bearbeiten.
Aufgrund der deutlichen Unterschiede zu den übrigen Arten der Gattung Cololejeunea stellte Pierre Tixier die monotypische Sektion Pseudochlorolejeunea P.Tx. mit der Typusart Cololejeunea chittagongensis P.Tx. auf. Diese Sektion wurde in die Untergattung Pedinolejeunea gestellt. Jüngere Forschungen führten zu der Erkenntnis, dass die Untergattungen und Sektionen von Cololejeuna zu einem großen Teil paraphyletisch sind.

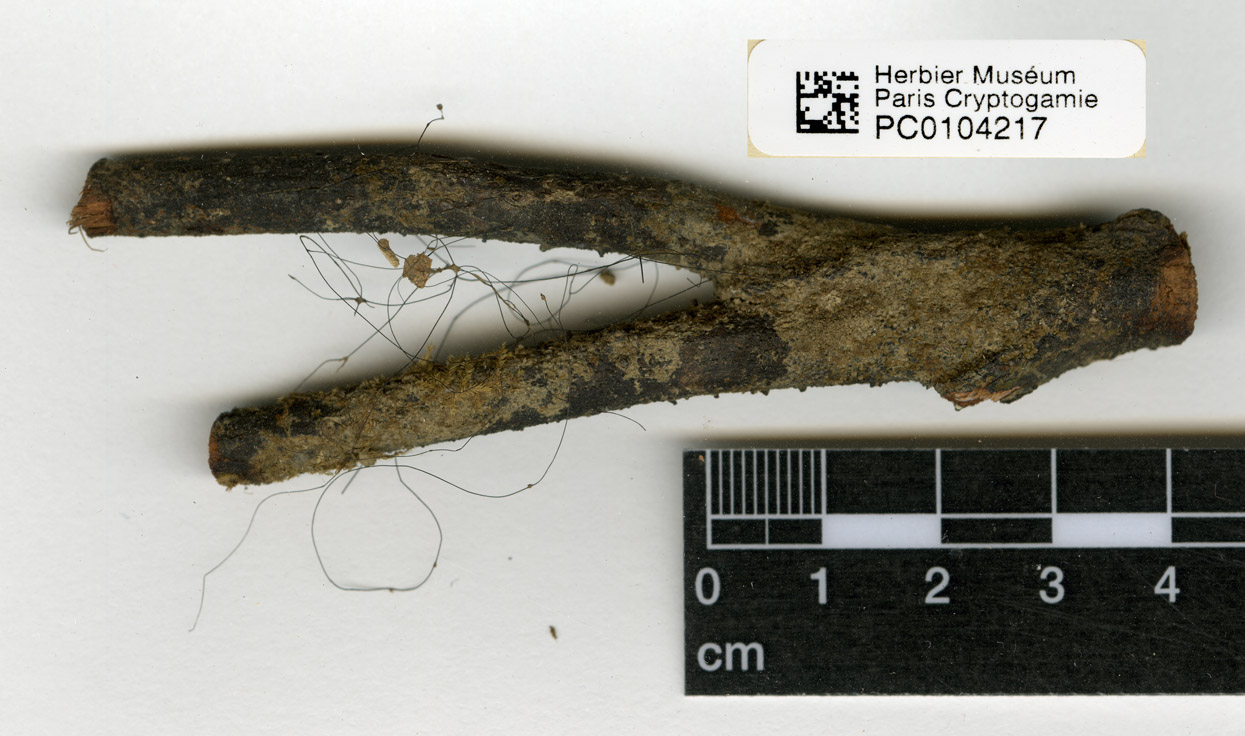
Zweiter Typus im Muséum national d’histoire naturelle, Paris

Der Holotyp und ein weiteres Typexemplar von Cololejeunea chittagongensis wurden zunächst in die persönliche Sammlung von Pierre Tixier aufgenommen. Heute befinden sie sich in der Sammlung des Muséum national d’histoire naturelle in Paris. Der Holotyp ist von einer Notiz begleitet, mit der der chinesische Lichenologe Rui-Liang Zhu im Juli 2002 handschriftlich darauf hingewiesen hat, dass es sich bei diesem Exemplar um Cololejeunea raduliloba Steph. handelt. Das zweite Typexemplar ist von einer Karteikarte begleitet, die, einschließlich der Nummer in Tixiers Sammlung, mit dem Holotyp identische Angaben trägt.
Der Artname chittagongensis bezieht sich auf die Stadt Chittagong, den Hauptort des gleichnamigen Distrikts und der Division Chittagong.